# Aeolochroma caledonica
Aeolochroma caledonica är en fjärilsart som beskrevs av Holloway 1979. Aeolochroma caledonica ingår i släktet Aeolochroma och familjen mätare. Inga underarter finns listade i Catalogue of Life.